# Nilratte
Die Nilratte oder Nil-Grasratte (Arvicanthis niloticus) ist ein Nagetier der Gattung Kusuratten, das vor allem in weiten Teilen Afrikas vorkommt. Die hauptsächlich tagaktive Art frisst vorwiegend Pflanzenteile von Gräsern und Gemüse. Sie gilt in Afrika daher als landwirtschaftlicher Schädling und kann auch Krankheiten und Parasiten auf Menschen und Nutzpflanzen übertragen. In der Forschung findet die Art Verwendung als Versuchstier.

## Merkmale
Mit einer Kopf-Rumpf-Länge von 111 bis 238 mm, einer Schwanzlänge von 92 bis 170 mm und einem Gewicht von 55 bis 258 g ist die Nilratte ein mittelgroßes kräftiges Tier von rattenähnlichem Aussehen. Sie hat 23 bis 38 mm lange Hinterfüße und 12 bis 24 mm lange Ohren. Die Haare der Oberseite sind an der Wurzel dunkelbraun, im mittleren Bereich gelbbraun und an den Spitzen schwarz. So ergibt sich eine gesprenkelte hellbraune Fellfarbe mit helleren und dunkleren Flecken. Am Hinterteil kommen oft rötliche Tönungen vor. Manche Exemplare haben einen deutlichen schwarzen Aalstrich auf dem Rücken. Die Nilratte hat hellgraues bis weißliches Fell auf der Unterseite. Ebenso ist der Schwanz oberseits dunkel gefärbt und unterseits hellbraun. An den Vorderpfoten ist der sehr kleine, jedoch nicht rudimentäre, fünfte Finger kennzeichnend. Es sind keine Rillen auf den Schneidezähnen vorhanden. Weibchen haben zwei Zitzen auf der Brust und vier im Leistenbereich.

## Verbreitung
Das Verbreitungsgebiet streckt sich über die Sahelzone von Senegal und das südliche Mauretanien über Mali, Niger, das nördliche Nigeria, Tschad, den südlichen Sudan und Südsudan bis nach Äthiopien. Es setzt sich über die nordöstliche Demokratische Republik Kongo, Uganda und das westliche Kenia bis in den Norden Tansanias fort. Für weiter südlich gelegene Populationen im zentralen Tansania und in Sambia muss geprüft werden, ob diese zu dieser Art zählen. Vereinzelte Populationen sind aus dem Südwesten Jemens und aus Oman sowie verschiedenen Gebieten der Sahara bekannt. Nördlich der beschriebenen Region ist dieses Nagetier in einem schmalen Bereich entlang des Nils verbreitet.
Die Nilratte erreicht im äthiopischen Hochland 1600 Meter Höhe. Sie bewohnt Savannen, Steppen, andere Grasflächen und besucht Hecken, Gebüschflächen sowie Ackerland. Die Art wird gelegentlich in Dörfern angetroffen, obwohl sie Gebäude meidet.

## Lebensweise

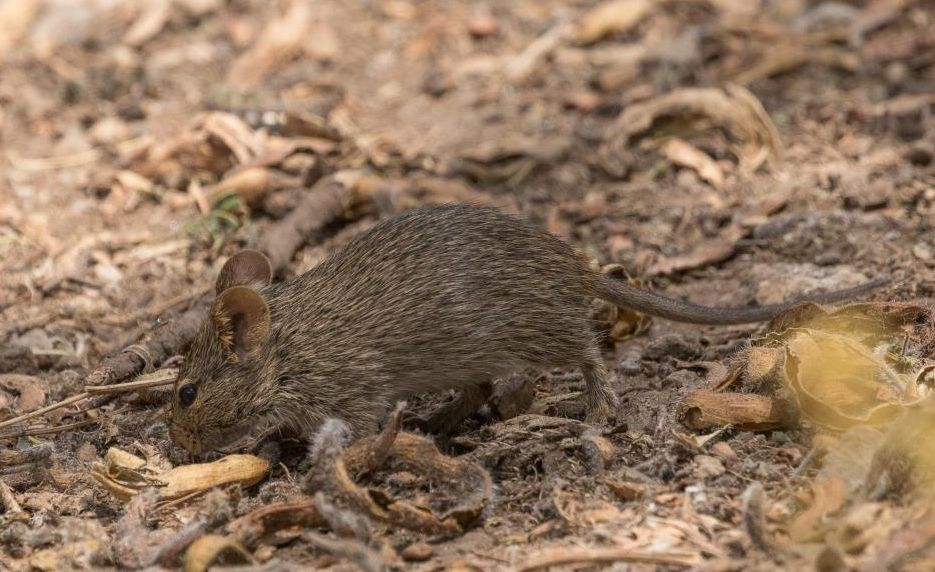
Nilratte im Distrikt Serengeti in der Region Mara in Tansania

Die Art baut Grasnester auf dem Boden oder in einfachen Erdhöhlen und ist vorwiegend tagaktiv. Sie legt Trampelpfade an und frisst hauptsächlich Blätter, Stängel und Samen von Gräsern sowie Gemüse. Wenn Bäume, wie die Wüstendattel (Balanites aegyptiaca), in der Trockenzeit Früchte tragen, werden diese kletternd erreicht. In der Regenzeit können bis zu 20 Prozent der Nahrung aus Insekten bestehen.
Die Exemplare bilden zeitweilig Familiengruppen mit mehreren Weibchen und Männchen, sind jedoch gegenüber fremden Individuen desselben Geschlechts feindlich. Abhängig von der Verbreitung können sich Weibchen zu allen Jahreszeiten oder nur über eine begrenzte Anzahl Monate fortpflanzen. Allgemein werden in der Regenzeit die meisten Nachkommen geboren. Die durchschnittliche Anzahl der Jungtiere pro Wurf variiert zwischen 4 und 7. Sie werden nach 21 bis 23 Tagen Trächtigkeit geboren und erhalten etwa zwei Monate Muttermilch. Wild lebende Exemplare werden selten älter als ein Jahr.
Zu den Fressfeinden der Nilratte zählen verschiedene Beutegreifer wie Mangusten, Schleiereulen, Gleitaare, Schopfadler, Kuckuckshabichte oder Echte Kobras sowie Sandrennnattern.

## Bedrohung
Für den Bestand der Nilratte liegen keine Gefährdungen vor. Da die Gesamtpopulation als groß eingeschätzt wird, wird die Art von der IUCN als „nicht gefährdet“ (least concern) gelistet.

## Nilratte und Mensch

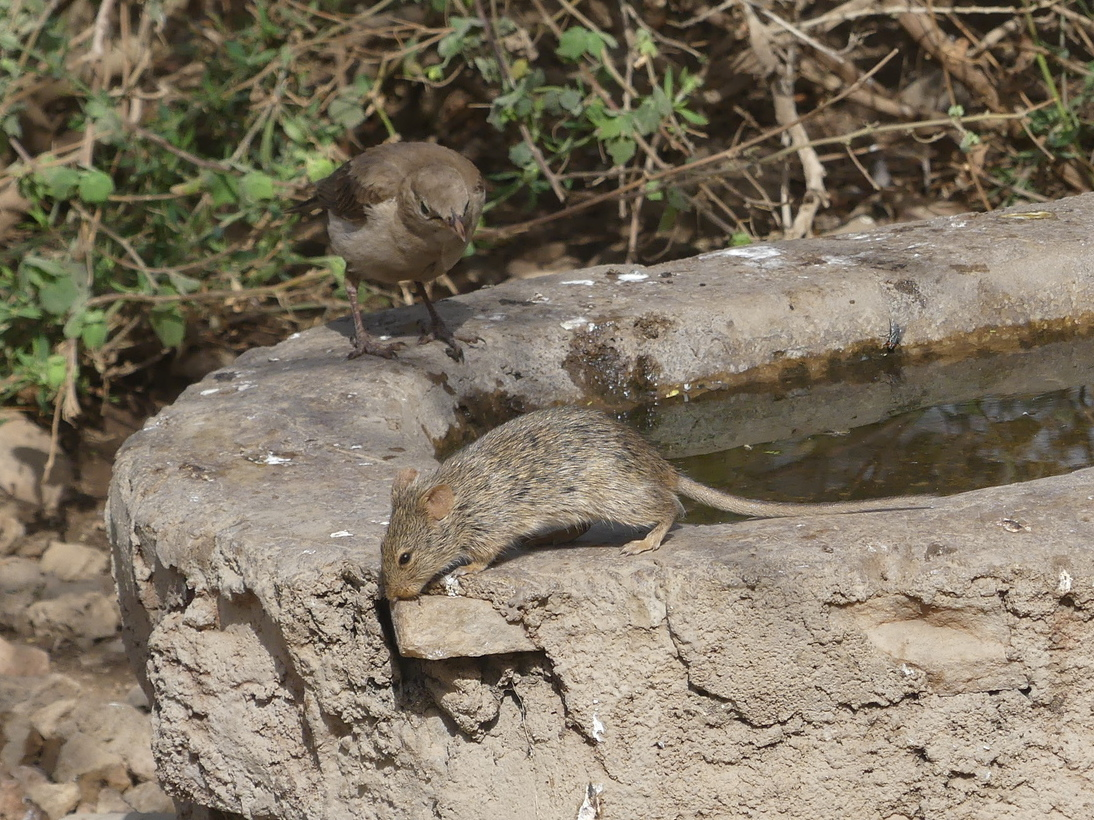
Nilratte an einer Wasserstelle in Bariadi, Tansania

In weiten Teilen Afrikas gelten Nilratten als landwirtschaftlicher Schädling und es existieren Programme zur Bekämpfung der Art. Zudem wurde die Nilratte auch mit der Übertragung mehrerer Krankheiten und Parasiten auf Menschen und Nutzpflanzen in Verbindung gebracht, darunter die Beulenpest in Ägypten, die Pärchenegelart Schistosoma mansoni und das Rice Yellow Mottle Virus (RYMV). Die Übertragung des Pestbakteriums Yersinia pestis auf den Menschen erfolgt gewöhnlich über einen Zwischenwirt durch den Biss eines Rattenflohs. RYMV ist eine Virusinfektion bei Reispflanzen, von der erstmals 1966 in Kenia berichtet wurde, und kann unter anderem von Tieren wie Ratten und Käfern von Pflanze zu Pflanze übertragen werden.
Aufgrund ihrer schnellen Fortpflanzungsfähigkeit, geringen Größe und Tagaktivität hat die Nilratte einen Wert als Versuchstier. Häufig verwendete Wanderratten oder Hausmäuse sind nachtaktiv, daher sind Nilratten in dieser Hinsicht in ihrem Verhalten Menschen und vielen anderen Säugetieren ähnlicher. So wurden Nilratten beispielsweise zur Untersuchung des Tagesrhythmus und zusammen mit Fetten Sandratten zur Untersuchung von Adipositas und Diabetes verwendet.

## Systematik
Die Art wurde 1803 von dem französischen Zoologen Étienne Geoffroy Saint-Hilaire erstbeschrieben. Die Typuslokalität ist Ägypten. Die Nilratte zählt zur Gattung der Kusuratten, innerhalb welcher sie das größte Verbreitungsgebiet aufweist.
Zu den in der Literatur verwendeten Synonymen zählen:
- Arvicanthis niloticus (Desmarest, 1822)
- Hypudaeus variegatus Lichtenstein, 1823
- Mus discolor Wagner, 1842
- Isomys testicularis Sundevall, 1843
- Isomys variegatus subsp. major Sundevall, 1843
- Isomys variegatus subsp. minor Sundevall, 1843
- Arvicanthis abyssinicus subsp. rubescens Wroughton, 1909
- Arvicanthis jebelae Heller, 1911
- Arvicanthis abyssinicus subsp. centrosus Hollister, 1916
- Arvicanthis testicularis subsp. solatus Thomas, 1925
- Arvicanthis niloticus subsp. naso Pocock, 1934

Die Anzahl der Chromosomenarme (fundamental number) FNa liegt bei 62 oder 64. Die Form mit 62 Chromosomenarmen wurde östlich von Mali und Burkina Faso bis nach Äthiopien und Ägypten gefunden, während die andere westlich davon auftritt.